# Округ Елиот (Кентаки)
Елиот (енгл. Elliott County) је округ у америчкој савезној држави Кентаки.

## Демографија
По попису из 2010. године број становника је 7.852, што је 1.104 (16,4%) становника више него 2000. године.
| Група             | 2000.         | 2010.         |
| Белци             | 6.655 (98,6%) | 7.473 (95,2%) |
| Афроамериканци    | 2 (0,0%)      | 268 (3,4%)    |
| Азијати           | 0 (0,0%)      | 5 (0,1%)      |
| Хиспаноамериканци | 40 (0,6%)     | 62 (0,8%)     |
| Укупно            | 6.748         | 7.852         |